# Anis Boussaïdi
Anis Boussaidi (Bardo, 10 de abril de 1981) é um futebolista profissional tunisiano, atua como defensor.

## Carreira
Anis Boussaidi representou a Seleção Tunisiana de Futebol nas Olimpíadas de 2004.